# Wolfblood
Wolfblood – brytyjski obyczajowy serial fantasy stworzony przez Debbie Moon. Światowa premiera serialu miała miejsce 10 września 2012 roku na brytyjskim kanale CBBC. 
W Polsce premiera serialu odbyła się 14 września 2013 roku jako zapowiedź, natomiast regularna emisja rozpoczęła się 27 października 2013 roku na antenie Disney Channel. Sezony trzeci i czwarty z polskim dubbingiem zadebiutowały 13 grudnia 2018 roku na platformie Amazon Prime Video Polska, zaś sezon piąty 28 sierpnia 2020 tamże.

## Fabuła
Czternastoletnia Maddy Smith (Aimee Kelly) jest wilkokrwistą, tak jak i jej rodzice. Uwielbia swoje ponadprzeciętne umiejętności, ale nienawidzi tajemnicy, jaka się z tym wiąże. Pewnego dnia poznaje Rhydiana (Bobby Lockwood), który też jest wilkokrwistym. Maddy może podzielić się z nim tajemnicą, jednakże wciąż musi okłamywać najbliższych przyjaciół: Shannon (Louisa Connolly-Burnham) i Toma (Kedar Williams-Stirling).

## Obsada
- Aimee Kelly jako Madeline Smith „Maddy"- główna bohaterka serialu, jej przyjaciółmi są Tom, Shannon i Rhydian. W pierwszym sezonie Maddy przeżyła swoją pierwszą przemianę, podczas której towarzyszył jej Rhydian. Jest wilkokrwistą, tak jak jej rodzice i Rhydian. Jej rodzina należy do oswojonych wilkokrwistych, mieszkających między ludźmi. Maddy należy do kółka fotograficznego, tak jak Tom i Shannon. Zostaje zdemaskowana przez swoich przyjaciół, gdy próbuje ich chronić przed matką Rhydiana. Jest zakochana w Rhydianie. Pod koniec drugiego sezonu ucieka do dziczy razem z rodzicami.
- Bobby Lockwood jako Rhydian Morris - główny bohater serialu, przyjaciel Maddy. Zakochany w niej ze wzajemnością. Mieszka z przybranymi rodzicami – państwem Vonn. Myśli, że jest sierotą, ale jeszcze w pierwszym sezonie jego matka wykryła go dzięki swoim zdolnościom wilkokrwistym. Na początku nie zgodził się dołączyć do niej i odejść z nią do lasu, ale w ostatnim odcinku, kiedy spotyka młodszego brata i zostaje zdemaskowany przez Toma i Shannon, zgadza się i ucieka razem ze swoją rodziną.
- Louisa Connolly-Burnham jako Shannon Kelly - wierzy, że w lesie istnieje potwór. Podejrzewa, że może nim być jej najbliższa przyjaciółka Maddy. Jest inteligenta, wielu uważa ją za dziwadło i kujona. Przyjaźni się z Tomem i tak jak on i Maddy należy do kółka fotograficznego. Chodzi z Harrym. Jej rodzice również uważają, że zwariowała. W ostatnim odcinku pierwszej serii niechętnie (za namową Toma i Rhydiana) zgadza się nie ujawniać sekretu Maddy.
- Kedar Williams-Stirling jako Thomas „Tom” Okantawe - przyjaciel Maddy i Shannon. Zakochany w Maddy bez wzajemności, gdyż Maddy i Rhydian są w sobie zakochani. Gra w szkolnej drużynie piłki nożnej i razem ze swoimi przyjaciółkami należy do kółka fotograficznego. Jego matka jest lekarką, a ojciec mieszka osobno ze swoją drugą żoną i malutką córeczką – Grace.
- Marcus Garvey jako Daniel Smith - ojciec Maddy, mąż Emmy, też jest wilkokrwistym. Kiedyś używał Eolas, ale przestał, gdy poznał mamę Maddy. Z zawodu jest stolarzem.
- Angela Lonsdale jako Emma Smith - matka Maddy, żona Daniela, wilkokrwista. Bardzo nadopiekuńcza, traktuje córkę jak małego bezbronnego szczeniaka. Według męża jest „samicą alfa”. Nigdy nie używała Eolas, ponieważ ma z tym złe wspomnienia i uważa, że jest to niebezpieczne. Zdecydowanie stawia na ludzką stronę.
- Gabrielle Green jako Katrina - przyjaciółka Kay i Kary. Zakochana w Harrym bez wzajemności, gdyż on woli Shannon.
- Shorelle Hepkin jako Kay - przyjaciółka Katriny i Kary. Zakochana w Dinie z wzajemnością.
- Rachel Teate jako Kara - przyjaciółka Kay i Katriny. Zakochana w Rhydianie bez wzajemności, gdyż on woli Maddy.
- Jonathan Raggett jako Jimmy - chodzi do klasy z Maddy, Tomem, Shannon i Rhydianem. Wymądrza się razem ze swoimi kolegami. Ma surowego ojca, gra w drużynie piłki nożnej.
- Siwan Morris jako Ceri Morris - matka Rhydiana, wiele lat temu zostawiła go samego w lesie idąc na polowanie, ale znaleźli go ludzie i zabrali do domu dziecka. Znalazła go wyczuwając jego pierwszą przemianę. Jest dziką wilkokrwistą i uważa Maddy i jej rodziców za oswojonych zdrajców gatunku. To ona pokazała Rhydianowi Eolas.
- Nathan Williams jako Brynn Morris - młodszy brat Rhydiana.
- Mark Fleischmann jako pan Jeffrey - nauczyciel w szkole Maddy i Rhydiana, a także ich wychowawca. Jego stałym tekstem jest: „Nic nie umknie mojej uwadze”.
- Effie Woods jako doktor Rebecca Whitewood (II sezon)
- Leona Vaughan jako Jana (II sezon) - dzika wilkokrwista, przyjaciółka Rhydiana. Pomagała mu, gdy mieszkali w dziczy. Szukała u niego pomocy, bo nie znała nikogo spoza watahy. Pod koniec sezonu została przywódcą starej watahy. Potrafi używać Eolas i ansin.
- Dean Bone jako Harry Averwood - gitarzysta w zespole, jest z Shannon, Katrina się w nim podkochuje.(II sezon)

| Imię i nazwisko         | Bohater           | Sezony |
| ----------------------- | ----------------- | ------ |
| Aimee Kelly             | Maddie Smith      | 1–2    |
| Bobby Lockwood          | Rhydian Morris    | 1–3    |
| Leona Vaughan           | Jana              | 2–5    |
| Louisa Connoly Burnham  | Shannon Kelly     | 1–3    |
| Michelle Gayle          | Imara Cipriani    | 4      |
| Louis Payne             | TJ                | 4      |
| Jack Brett Anderson     | Matei             | 4      |
| Sydney Wade             | Emilia            | 4      |
| Rukku Nahar             | Selina            | 4      |
| Natasha Goulden         | Robyn             | 4      |
| Kedar Williams-Stirling | Tom Okanawe       | 1–3    |
| Marcus Garvey           | Daniel Smith      | 1–2    |
| Angela Lonsdale         | Emma Smith        | 1–2    |
| Gabriella Green         | Katrina           | 1–4    |
| Rachel Teate            | Kara              | 1–4    |
| Mark Fleischmann        | Tim Jeffries      | 1–3    |
| Jonathan Ragget         | Jimmy             | 1–3    |
| Siwan Morris            | Ceri Morris       | 1–3    |
| Nathan Williams         | Brynn Morris      | 1      |
| Effie Woods             | Rebecca Whitewood | 2–3    |
| Dean Bone               | Harry Averwood    | 2–3    |

## Przegląd sezonów
| Seria | Seria | Odcinki | Pierwsza emisja  | Pierwsza emisja      | Pierwsza emisja  | Pierwsza emisja  | Pierwsza emisja           |
| Seria | Seria | Odcinki | Premiera serii   | Finał serii          | Premiera serii   | Finał serii      | Dystrybucja               |
| ----- | ----- | ------- | ---------------- | -------------------- | ---------------- | ---------------- | ------------------------- |
|       | 1     | 13      | 10 września 2012 | 12 października 2012 | 14 września 2013 | 2 lutego 2014    | Disney Channel            |
|       | 2     | 13      | 9 września 2013  | 21 października 2013 | 22 września 2014 | 19 stycznia 2015 | Disney Channel            |
|       | 3     | 13+1    | 15 września 2014 | 3 listopada 2014     | 13 grudnia 2018  | 13 grudnia 2018  | Amazon Prime Video Polska |
|       | 4     | 12      | 8 marca 2016     | 13 kwietnia 2016     | 13 grudnia 2018  | 13 grudnia 2018  | Amazon Prime Video Polska |
|       | 5     | 10      | 27 lutego 2017   | 1 maja 2017          | 28 sierpnia 2020 | 28 sierpnia 2020 | Amazon Prime Video Polska |

## Lista odcinków
| Premiera odcinka w Wielkiej Brytanii | Premiera odcinka w Polsce | N/o | Polski tytuł                 | Angielski tytuł                   |
| ------------------------------------ | ------------------------- | --- | ---------------------------- | --------------------------------- |
|                                      |                           |     |                              |                                   |
| SERIA PIERWSZA                       |                           |     |                              |                                   |
|                                      |                           |     |                              |                                   |
| 10.09.2012                           | 14.09.2013                | 01  | Samotny wilk                 | Lone Wolf                         |
|                                      |                           |     |                              |                                   |
| 11.09.2012                           | 27.10.2013                | 02  | Tajemnicze poszukiwania      | Mysterious Developments           |
|                                      |                           |     |                              |                                   |
| 17.09.2012                           | 03.11.2013                | 03  | Więzi rodzinne               | Family Ties                       |
|                                      |                           |     |                              |                                   |
| 18.09.2012                           | 01.12.2013                | 04  | Wycie                        | Cry Wolf                          |
|                                      |                           |     |                              |                                   |
| 24.09.2012                           | 08.12.2013                | 05  | Proste wyjaśnienie           | Occam’s Razor                     |
|                                      |                           |     |                              |                                   |
| 25.09.2012                           | 15.12.2013                | 06  | Inna Maddy                   | Maddy Cool!                       |
|                                      |                           |     |                              |                                   |
| 01.10.2012                           | 22.12.2013                | 07  | Księżyc w nowiu              | Dark Moon                         |
|                                      |                           |     |                              |                                   |
| 02.10.2012                           | 29.12.2013                | 08  | Wilczy tojad                 | Wolfsbane                         |
|                                      |                           |     |                              |                                   |
| 08.10.2012                           | 05.01.2014                | 09  | Spokojna noc                 | A Quiet Night In                  |
|                                      |                           |     |                              |                                   |
| 09.10.2012                           | 12.01.2014                | 10  | Zew krwi                     | The Call of the Wild              |
|                                      |                           |     |                              |                                   |
| 10.10.2012                           | 19.01.2014                | 11  | Eolas                        | Eolas                             |
|                                      |                           |     |                              |                                   |
| 11.10.2012                           | 26.01.2014                | 12  | Pułapka                      | Caged                             |
|                                      |                           |     |                              |                                   |
| 12.10.2012                           | 02.02.2014                | 13  | Przynęta                     | Irresistible                      |
|                                      |                           |     |                              |                                   |
| SERIA DRUGA                          |                           |     |                              |                                   |
|                                      |                           |     |                              |                                   |
| 09.09.2013                           | 22.09.2014                | 14  | Przewodnik stada             | Leader of the Pack                |
|                                      |                           |     |                              |                                   |
| 10.09.2013                           | 29.09.2014                | 15  | Dziewczyna znikąd            | The Girl from Nowhere             |
|                                      |                           |     |                              |                                   |
| 16.09.2013                           | 06.10.2014                | 16  | Płytki grób                  | Grave Consequences                |
|                                      |                           |     |                              |                                   |
| 17.09.2013                           | 13.10.2014                | 17  | Całkowite zaćmienie księżyca | Total Eclipse of the Moon         |
|                                      |                           |     |                              |                                   |
| 23.09.2013                           | 20.10.2014                | 18  | Stara waśń                   | Ancient Grudge                    |
|                                      |                           |     |                              |                                   |
| 24.09.2013                           | 27.10.2014                | 19  | Nakrapiane maki              | The Mottled Puppy                 |
|                                      |                           |     |                              |                                   |
| 30.09.2013                           | 03.11.2014                | 20  | Wybory                       | Top Dog                           |
|                                      |                           |     |                              |                                   |
| 01.10.2013                           | 10.11.2014                | 21  | Trudne decyzje               | Desparate Measures                |
|                                      |                           |     |                              |                                   |
| 07.10.2013                           | 17.11.2014                | 22  | Tańczący z Wilkokrwistymi    | Dances with Wolfbloods            |
|                                      |                           |     |                              |                                   |
| 08.10.2013                           | 24.11.2014                | 23  | Upadek                       | Fall of the Wild                  |
|                                      |                           |     |                              |                                   |
| 14.10.2013                           | 05.01.2015                | 24  | Najlepsze połączenie         | Best of Both Worlds               |
|                                      |                           |     |                              |                                   |
| 15.10.2013                           | 12.01.2015                | 25  | Zejście pod ziemię           | Going Underground                 |
|                                      |                           |     |                              |                                   |
| 21.10.2013                           | 19.01.2015                | 26  | Odkrycie                     | The Discovery                     |
|                                      |                           |     |                              |                                   |
| SERIA TRZECIA                        |                           |     |                              |                                   |
|                                      |                           |     |                              |                                   |
| 15.09.2014                           | 13.12.2018                | 27  | Ukryte pobudki               | Ulterior Motives                  |
|                                      |                           |     |                              |                                   |
| 16.09.2014                           | 13.12.2018                | 28  | Prawdziwa alfa               | Alpha Material                    |
|                                      |                           |     |                              |                                   |
| 22.09.2014                           | 13.12.2018                | 29  | Najlepsi przyjaciele         | With Friends like These           |
|                                      |                           |     |                              |                                   |
| 23.09.2014                           | 13.12.2018                | 30  | Więzy wilczej krwi           | Wolfblood Is Thicker than Water   |
|                                      |                           |     |                              |                                   |
| 29.09.2014                           | 13.12.2018                | 31  | Wieki ciemne                 | The Dark Ages                     |
|                                      |                           |     |                              |                                   |
| 30.09.2014                           | 13.12.2018                | 32  | Kto się boi wilka złego?     | Who's Afraid of the Big Bad Wolf? |
|                                      |                           |     |                              |                                   |
| 06.10.2014                           | 13.12.2018                | 33  | Wilki są wśród nas           | Wolves Among Us                   |
|                                      |                           |     |                              |                                   |
| 07.10.2014                           | 13.12.2018                | 34  | Mroczne runy                 | Dark of the Rune                  |
|                                      |                           |     |                              |                                   |
| 13.10.2014                           | 13.12.2018                | 35  | Lekarstwo                    | The Cure                          |
|                                      |                           |     |                              |                                   |
| 14.10.2014                           | 13.12.2018                | 36  | Kult Toma                    | The Cult of Tom                   |
|                                      |                           |     |                              |                                   |
| 20.10.2014                           | 13.12.2018                | 37  | Podejrzenia pana Jeffriesa   | The Suspicions of Mr Jeffries     |
|                                      |                           |     |                              |                                   |
| 21.10.2014                           | 13.12.2018                | 38  | Cerber                       | Cerberus                          |
|                                      |                           |     |                              |                                   |
| 27.10.2014                           | 13.12.2018                | 39  | Wschód księżyca              | Moonrise                          |
|                                      |                           |     |                              |                                   |
| ODCINEK SPECJALNY                    |                           |     |                              |                                   |
|                                      |                           |     |                              |                                   |
| 03.11.2014                           | 13.12.2018                | 40  | Jana pokazuje kły            | Jana Bites                        |
|                                      |                           |     |                              |                                   |
| SERIA CZWARTA                        |                           |     |                              |                                   |
|                                      |                           |     |                              |                                   |
| 08.03.2016                           | 13.12.2018                | 41  | W niewoli                    | Capitivity                        |
|                                      |                           |     |                              |                                   |
| 08.03.2016                           | 13.12.2018                | 42  | Daleko od domu               | A Long Way from Home              |
|                                      |                           |     |                              |                                   |
| 15.03.2016                           | 13.12.2018                | 43  | Ultimatum                    | Wolfblood Ultimatum               |
|                                      |                           |     |                              |                                   |
| 16.03.2016                           | 13.12.2018                | 44  | Morwal                       | Morwal                            |
|                                      |                           |     |                              |                                   |
| 22.03.2016                           | 13.12.2018                | 45  | Cicha bohaterka              | The Quiet Hero                    |
|                                      |                           |     |                              |                                   |
| 23.03.2016                           | 13.12.2018                | 46  | Wilczyca                     | She-Wolf                          |
|                                      |                           |     |                              |                                   |
| 29.03.2016                           | 13.12.2018                | 47  | W owczej skórze              | Sheep's Clothing                  |
|                                      |                           |     |                              |                                   |
| 30.03.2016                           | 13.12.2018                | 48  | Wilkołak                     | Where Wolf                        |
|                                      |                           |     |                              |                                   |
| 05.04.2016                           | 13.12.2018                | 49  | W dzikie ostępy              | Into the Wild                     |
|                                      |                           |     |                              |                                   |
| 06.04.2016                           | 13.12.2018                | 50  | Dzikość serca                | The Wild at Heart                 |
|                                      |                           |     |                              |                                   |
| 12.04.2016                           | 13.12.2018                | 51  | Reklama                      | Viral                             |
|                                      |                           |     |                              |                                   |
| 13.04.2016                           | 13.12.2018                | 52  | Protokół 5                   | Protocol 5                        |
|                                      |                           |     |                              |                                   |
| SERIA PIĄTA                          |                           |     |                              |                                   |
|                                      |                           |     |                              |                                   |
| 27.02.2017                           | 28.08.2020                | 53  | Odważny Nowy Świat           | Brave New World                   |
|                                      |                           |     |                              |                                   |
| 06.03.2017                           | 28.08.2020                | 54  | Dawny i przyszły Alfa        | The Once and Future Alpha         |
|                                      |                           |     |                              |                                   |
| 13.03.2017                           | 28.08.2020                | 55  | Dawnus Torc                  | The Dawnus Torc                   |
|                                      |                           |     |                              |                                   |
| 20.03.2017                           | 28.08.2020                | 56  | Cień w świetle               | The Shadow in the Light           |
|                                      |                           |     |                              |                                   |
| 27.03.2017                           | 28.08.2020                | 57  | Ludzie                       | Humans                            |
|                                      |                           |     |                              |                                   |
| 03.04.2017                           | 28.08.2020                | 58  | Ciemny dzień księżycowy      | The Last Dark Moon                |
|                                      |                           |     |                              |                                   |
| 10.04.2017                           | 28.08.2020                | 59  | Rozdarty                     | Torn                              |
|                                      |                           |     |                              |                                   |
| 17.04.2017                           | 28.08.2020                | 60  | Ten, kto widzi               | The One Who Sees                  |
|                                      |                           |     |                              |                                   |
| 24.04.2017                           | 28.08.2020                | 61  | Wojna z ludźmi               | The War With the Humans           |
|                                      |                           |     |                              |                                   |
| 01.05.2017                           | 28.08.2020                | 62  | Stoimy zjednoczeni           | United We Stand                   |
|                                      |                           |     |                              |                                   |